# 吴家镇 (盘山县)
吴家镇，是中华人民共和国辽宁省盘锦市盘山县下辖的一个乡镇级行政单位。

## 行政区划
吴家镇下辖以下地区：
榆树村、双桥子村、西三家子村、兴安村、郭家村、孙家村、团结村和吴家村。